# Cosmoderus erinaceus
Cosmoderus erinaceus is een rechtvleugelig insect uit de familie sabelsprinkhanen (Tettigoniidae). De wetenschappelijke naam van deze soort is voor het eerst geldig gepubliceerd in 1858 door Fairmaire.